# شغال‌الملک
شغال‌الملک یا شغال‌الدوله، از دلقک‌های معروف طهران در عهد ناصری بود. وی مردی تنومند و قوی هیکل بود که کلاهی بزرگ بر سر می‌گذاشت و شال خلیل خانی بر کمر می‌بست.
علت شهرت وی بدین نام این بود که صدا و حرکات شغال را به خوبی تقلید می‌کرد. یگانه هنر وی این بود که با بهره گیری از این توانایی خویش، در موقع ناهار و شام به جلوی خانه‌های اعیان و اشراف و شاهزادگان قاجاری که به طور معمول در بیرونی خانه هایشان غذا می‌خوردند، می‌رفت و با صدای بلند مثل شغال زوزه می‌کشید. وی این کار را آن قدر ادامه می‌داد تا صاحبخانه، وی را به داخل خانه و سر سفره ناهار راه دهد. در عین حال اگر احیاناً هم برخی افراد به هر دلیل به وی اعتنا نمی‌کردند، او آن قدر زوزه می‌کشید و آصدایش را بالا می‌برد که صاحبخانه چاره‌ای به جز پذیرفتن او بر سر سفره خانه‌اش نمی‌یافت.
وی به محض اینکه بر سر سفره قرار می‌گرفت، باز هم به درآوردن صدا و حرکات شغال ادامه می‌داد. او اولین کارش این بود که جوجه‌های سفره را پیش خود جمع کرده و آنها را همانند شغال می‌خورد. این حرکات او، اغلب موجبات تفریح و انبساط خاطر و تفریح اشراف و اعیان طهران را فراهم می‌ساخت.